# Volodymyr Bezsonov
Volodymyr Bezsonov (ukrajinsky: Володимир Безсонов; 5. března 1958, Charkiv) je bývalý ukrajinský fotbalista, obránce, který reprezentoval Sovětský svaz. S jeho reprezentací získal stříbrnou medaili na mistrovství Evropy v roce 1988. Zúčastnil se také olympijských her v Moskvě roku 1980, ze kterých si přivezl bronzovou medaili. Hrál také na třech světových šampionátech, v roce 1982, 1986 a 1990. Je mistrem světa do 20 let z roku 1977 (na tomto šampionátu v Tunisku byl vyhlášen nejlepším hráčem) a mistrem světa do 18 let z roku 1976. Za národní tým nastupoval v letech 1977–1990 a odehrál za něj 79 utkání, v nichž vstřelil 4 branky. Dalších 6 startů a jeden gól si připsal v olympijském výběru. Téměř celou klubovou kariéru (1976–1990) strávil v Dynamu Kyjev, s nímž v sezóně 1985/86 vyhrál Pohár vítězů pohárů. Slavil s ním rovněž šest titulů mistra SSSR (1977, 1980, 1981, 1985, 1986, 1990). V závěru kariéry strávil ještě sezónu v izraelském Makabi Haifa (1990–1991). V roce 1989 byl vyhlášen ukrajinským fotbalistou roku. Po skončení hráčské kariéry se stal trenérem, vedl mj. reprezentaci Turkemistánu (2002–2003). Jeho dcera Anna Bessonovová se stala úspěšnou moderní gymnastkou, mistryní světa a bronzovou olympijskou medailistkou. Po invazi Ruska na Ukrajinu v roce 2022 se navzdory pokročilému věku přihlásil do jednotek teritoriální obrany.